# Montholon
Montholon is een gemeente in het Franse departement Yonne (regio Bourgogne-Franche-Comté). De plaats maakt deel uit van het arrondissement Auxerre. Montholon is op 1 januari 2017 is ontstaan door de fusie van de gemeenten Aillant-sur-Tholon, Champvallon, Villiers-sur-Tholon en Volgré. 
1. ↑  Populations de référence 2022.